# Timur Sulejmanov
Timur Igramutdinovič Sulejmanov (in russo Тимур Играмутдинович Сулейманов?; traslitterazione anglosassone: Timur Suleymanov; Derbent, 17 marzo 2000) è un calciatore russo, attaccante della Lokomotiv Mosca.

## Caratteristiche tecniche
È una punta centrale.

## Carriera

### Club
Cresciuto nel settore giovanile della Lokomotiv Mosca, ha esordito in prima squadra l'11 agosto 2019 disputando l'incontro di Prem'er-Liga vinto per 4-0 contro l'Ural. Il 29 luglio viene ceduto in prestito al Nižnij Novgorod per tutta la stagione 2020-2021.

### Nazionale
Ha giocato nelle nazionali giovanili russe Under-19 ed Under-20.

## Statistiche

### Presenze e reti nei club
Statistiche aggiornate al 2 marzo 2021.
| Stagione        | Squadra         | Campionato      | Campionato | Campionato | Coppe nazionali | Coppe nazionali | Coppe nazionali | Coppe continentali | Coppe continentali | Coppe continentali | Altre coppe | Altre coppe | Altre coppe | Totale | Totale |
| Stagione        | Squadra         | Comp            | Pres       | Reti       | Comp            | Pres            | Reti            | Comp               | Pres               | Reti               | Comp        | Pres        | Reti        | Pres   | Reti   |
| --------------- | --------------- | --------------- | ---------- | ---------- | --------------- | --------------- | --------------- | ------------------ | ------------------ | ------------------ | ----------- | ----------- | ----------- | ------ | ------ |
| 2019-2020       | Kazanka Mosca   | PPFL            | 13         | 4          | -               | -               | -               | -                  | -                  | -                  | -           | -           | -           | 10     | 2      |
| 2019-2020       | Lokomotiv Mosca | PL              | 4          | 0          | KR              | 0               | 0               | UCL                | 0                  | 0                  | SR          | -           | -           | 4      | 0      |
| 2020-2021       | Nižnij Novgorod | PFNL            | 25         | 7          | KR              | 2               | 0               | -                  | -                  | -                  | -           | -           | -           | 27     | 7      |
| Totale carriera | Totale carriera | Totale carriera | 42         | 11         |                 | 2               | 0               |                    | 1                  | 0                  |             | 0           | 0           | 44     | 11     |

## Palmarès

### Individuale
- Capocannoniere della Coppa di Russia: 1

2023-2024 (5 reti)